# Samsat
Samsat ist eine junge Stadt in der historischen Landschaft Kommagene und zugleich ein Landkreis in der türkischen Provinz Adıyaman in Südostanatolien. Die Stadt Samsat ist die einzige im Landkreis und beherbergt knapp 56 Prozent der Landkreisbevölkerung.
Samsat wurde 1988 neugegründet, um die Einwohner des früheren Samsat beim antiken Samosata, das in den Fluten des Atatürk-Staudamms untergegangen ist, aufzunehmen. Das ehemalige Samsat existierte 1882 nur als Dorf mit einem Zwanzigstel des alten Umfangs von Samosata in der südlichsten Ecke des ehemaligen Stadtgebietes.
Der kleine Landkreis Samsat, der zweitkleinste der Provinz Adıyaman, liegt im Süden dieser und grenzt an den Atatürk-Staudamm, der auch die Grenze zur südlich gelegenen Provinz Şanlıurfa bildet. Samsat hat die geringste Einwohnerzahl und die geringste Bevölkerungsdichte aller Kreise in der Provinz Adıyaman. Neben der Kreisstadt besteht er noch aus 16 Dörfern (Köy, Mehrzahl: Köyler) mit durchschnittlich 186 Einwohnern. Taşkuyu mit 554 Einwohnern ist davon das größte, weitere fünf Dörfer haben mehr Bewohner als der Durchschnitt (186).